# Domenico Straface
Pietro Domenico Strafaci, detto "Palma" (Caloveto, 17 Marzo 1829 – Timpone di Curcio, 12 luglio 1869), è stato un brigante italiano.

## La vita
Figlio di Maria Straface e di padre ignoto, Domenico era uno dei numerosi braccianti poveri della Calabria ottocentesca. La sua vita prese una piega inaspettata quando, nel 1847, appena sedicenne finì coinvolto in un'aggressione fisica ai danni di un galantuomo di Rossano, alla prepotenza del quale il giovane Domenico si era ribellato. Per sfuggire all'arresto lo Straface si rifugiò tra i boschi della Sila, aggregandosi alla banda Faccione, con la quale venne notato tempo dopo a Cosenza. In questo periodo, probabilmente, gli venne dato il soprannome di "Palma". Qualche anno dopo fondò una banda propria, composta da dodici compagni fidati che egli sceglieva personalmente.
Il "suo" territorio si estendeva dalla Sila alla costa jonica, senza farsi mancare qualche incursione nella vicina Basilicata.
Autori vecchi e nuovi, attraverso i loro scritti, ne hanno tramandato l'immagine. Michele Falcone, sequestrato dalla banda Monaco nel 1863, lo descrive come una persona di statura media, robusto e di bell'aspetto, con un modo di vestire piuttosto stravagante. Il colonnello Bernardino Mìlon, invece, ne sottolinea la somiglianza con un "fabbricante di birra inglese".
Maria R. Calderoni, su Liberazione del 30 luglio 2002,  riferisce che Palma era considerato un brigante gentiluomo, un eroe-contadino che ruba ai ricchi per dare ai poveri, amato dal popolino che lo proteggeva e benediceva, arrivando persino a far celebrare delle messe per invocare su di lui la protezione divina. È Vincenzo Padula, però, che dalle pagine del suo giornale Il Bruzio, stampato a Cosenza tra il 1864 e il 1865, narra le gesta del brigante.

## Le attività brigantesche
La "guerra santa" di Palma è una lotta contadina contro nobili e borghesi arricchiti. È lo stesso Padula a confermarlo dalle pagine del suo giornale quando, nell'agosto del 1864, parla dell'uccisione di 458 capi di bestiame avvenuta nel comune di Campana da parte delle bande Palma e Capalbo, ai danni di due ricchi possidenti del luogo.
La Calderoni riferisce anche che nel 1860 Palma, probabilmente nel tentativo di rifarsi una vita, abbia cercato di offrirsi come informatore ai nuovi governanti piemontesi ma la sua richiesta venne respinta e il brigante se ne tornò alla macchia.
Il 26 marzo 1865 Palma e compagni, accerchiati dalle truppe in Sila, con la complicità di un vaccaro, riescono a passare inosservati tra 440 soldati sabaudi.  Durante un altro inseguimento tra i boschi il brigante riesce a fuggire uccidendo quattro squadriglieri. Sfuggì ancora una volta alla cattura quando il brigante Giuseppe Scrivano, che collaborava segretamente con i piemontesi, riuscì ad infiltrarsi nella banda di Palma, ma finì ucciso per errore dai carabinieri.
È ancora Padula a pubblicare, sul suo giornale, una lettera di Palma alla popolazione di Rossano. Tralasciando i toni minacciosi della lettera Padula, pur essendo avverso al brigantaggio, ne loda la qualità definendola un capolavoro del vernacolo calabrese.
Nel 1868 venne inviato in Calabria il colonnello Bernardino Mìlon con il compito di annientare le ultime bande presenti sul territorio. Per "sfidare" il governo, Palma sequestrò il giovane barone Alessandro De Rosis di Corigliano Calabro. Il ragazzo restò nelle mani dei briganti per più di un mese, poi venne liberato in seguito al pagamento di un riscatto di circa 60.000 ducati.

## La fine
Il 12 luglio 1869, Palma venne sorpreso nel bosco di Macchia Sacra da un gruppo di carabinieri, che erano sulle sue tracce guidati da Pietro Librandi. Egli era un guardiano del barone Guzzolino ed era attratto dalla taglia di diecimila lire che pendeva sulla testa del brigante. Palma si dette alla fuga ma Librandi gli sparò riuscendo a ferirlo; benché sanguinante, il brigante riuscì a ripararsi in un fosso poi, all'alba, un carabiniere lo finì. Com'era d'uso in quel periodo nelle montagne calabresi, Palma venne decapitato dal barbiere di Macchia Sacra e la sua testa consegnata al colonnello Mìlon.